# Silke Kraushaar-Pielach
Silke Kraushaar-Pielach, född Kraushaar, född 10 oktober 1970 i Sonneberg, är en inte längre aktiv tysk rodelåkare.
Hon deltog tre gånger vid olympiska vinterspelen och har vunnit en guld-, en silver- och en bronsmedalj. Vid världsmästerskapen och europamästerskapen kom hon oftast på andra eller tredje platsen. Däremot har Kraushaar-Pielach vunnit världscupen i rodel fem gånger (1999, 2001, 2002, 2006, 2007). Hon avslutade idrottskarriären 2008.